# فرنسيسكا فيبر
فرنسيسكا فيبير (بالألمانية: Franziska Weber)‏ (و. 1989  م) هي كاياكير ألمانية، ولدت في بوتسدام، شاركت في الألعاب الأولمبية الصيفية 2012، وركوب الكنو في الألعاب الأولمبية الصيفية 2012 – سيدات كاياك 4 500 متر ‏، وركوب الكنو في الألعاب الأولمبية الصيفية 2012 – سيدات كاياك مزدوج 500 متر ‏، وسباق القوارب في الألعاب الأولمبية الصيفية 2016.

## جوائز
حصلت على جوائز منها:
- ورقة شجر الغار الفضية.

## روابط خارجية
- فرنسيسكا فيبر على موقع الاتحاد الدولي للكانو (الإنجليزية)
- فرنسيسكا فيبر على موقع اللجنة الأولمبية الدولية (الإنجليزية)
- فرنسيسكا فيبر على موقع أوليمبيديا (الإنجليزية)
- فرنسيسكا فيبر على موقع اللجنة الأولمبية الألمانية (الألمانية)
- فرنسيسكا فيبر على موقع اللجنة الأولمبية الألمانية (الألمانية)